# Lochau (Schkopau)

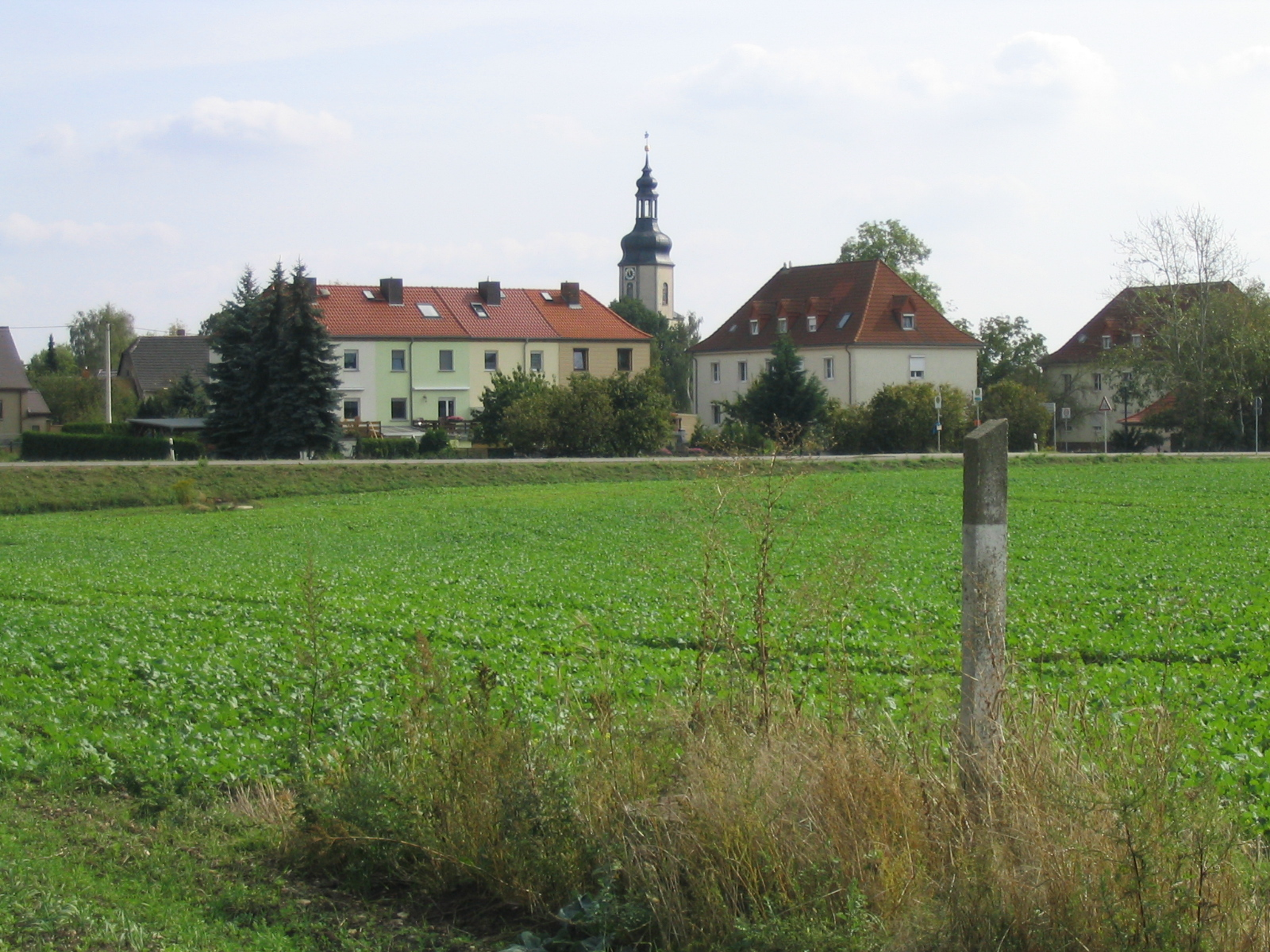
Lochau

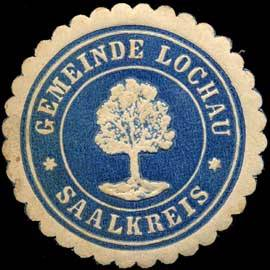
Siegelmarke Gemeinde Lochau – Saalkreis

Lochau ist ein Ortsteil der Gemeinde Schkopau im Saalekreis (Sachsen-Anhalt).

## Geografie und Nahverkehr
Lochau liegt östlich des Hauptortes Schkopau und südöstlich der Stadt Halle (Saale) an der Landstraße 171. Südlich von Lochau fließt die Weiße Elster. Jenseits des Flusses befindet sich der Wallendorfer See und das Landschaftsschutzgebiet Elster-Luppe-Aue. Ein 480 Hektar großes Areal eines ehemaligen Braunkohletagebaus soll mit Abraum aus den Baumaßnahmen zum Projekt Stuttgart 21 verfüllt werden.
Im öffentlichen Nahverkehr ist Lochau über die Haltestellen Abzweig Burgliebenau, Gaststätte, Gröberssche Str. und Sportplatz mit folgender Linie erreichbar:
- 724 (PNVG): Merseburg – Halle (Saale) – Lochau – Röglitz – Schkeuditz

Lochau liegt mit einem Abzweig an der ehemaligen Bahnstrecke Merseburg–Leipzig-Leutzsch. Vom Werkbahnhof Lochau ist der Anschluss an Halle und Merseburg gewährleistet. Es besteht kein Personen-, sondern ausschließlich Güterverkehr.

## Geschichte
Der Ort wurde 1161 als Glochowe erstmals urkundlich erwähnt. Lochau und Wesenitz lagen an der sachsen-merseburgischen Grenze und gehörten zum Saalkreis des Erzstifts Magdeburg. Sie standen unter adliger Gerichtsbarkeit. 1680 kam das Hochstift Magdeburg als Herzogtum Magdeburg unter brandenburg-preußische Herrschaft. Mit dem Frieden von Tilsit wurden Lochau und Wesenitz im Jahr 1807 dem Königreich Westphalen angegliedert und dem Distrikt Halle im Departement der Saale zugeordnet. Sie gehörten zum Kanton Dieskau. Nach der Niederlage Napoleons und dem Ende des Königreichs Westphalen befreiten die verbündeten Gegner Napoleons Anfang Oktober 1813 den Saalkreis. Bei der politischen Neuordnung nach dem Wiener Kongress 1815 wurden beide Orte im Jahr 1816 dem Regierungsbezirk Merseburg der preußischen Provinz Sachsen angeschlossen und dem Saalkreis zugeordnet.
Zum 1. April 1938 vereinigten sich Lochau und der Nachbarort Wesenitz und führen seitdem den gemeinsamen Ortsnamen Lochau. Seit dem 1. August 2004 gehört Lochau der Einheitsgemeinde Schkopau an und wurde in den Landkreis Merseburg-Querfurt zugeordnet. Die bisherige Zuständigkeit der Verwaltungsgemeinschaft Kabelske-Tal im Saalkreis wurde damit aufgehoben und liegt nun bei Schkopau. Lochau gehört nach der erneuten Gebietsreform zum Saalekreis.
Als „Wunderkind von Lochau“ wurde Karl Witte (1800–1883) bezeichnet. Er wurde schon mit 13 Jahren Ehrendoktor der Gießener Universität, mit 17 Jahren habilitierte er sich in Heidelberg für Rechtswissenschaft, lehrte mehr als 50 Jahre an der Universität in Halle. Seine Familie ließ jetzt in Halle eine Ehrentafel anbringen für den Vorfahren, der sich auch in der Dante-Forschung und als Übersetzer italienischer Renaissance-Literatur einen Namen machte.
In Lochau befand sich zudem die ehemals größte Reichsarbeitsdienstabteilung im Saalkreis - "Heinrich Ferdinand von Krosigk 12/143" - heute befindet sich hier der Sportplatz und die Kita.

## Ortschaftsrat
Der Ortschaftsrat besteht aus sieben Mitgliedern. Aus seiner Mitte wurde im Jahr 2019 der Ortsbürgermeister Mathias Wild (parteilos, CDU-Mandat) gewählt. Das Bürgerbüro befindet sich in der Mittelstraße 10.

## Persönlichkeiten

### Söhne und Tochter der Gemeinde
- Johann Heinrich Friedrich Karl Witte (1800–1883), Jurist und Dante-Forscher
- Ludwig Hildenhagen (1809–1893), evangelischer Pfarrer und Politiker, Mitglied des Preußischen Abgeordnetenhauses
- Florian Völker (* 1991), Volleyballspieler
- Bernd Donau  (* 1946), Fußballspieler in der DDR-Oberliga, geboren in Lochau

## Sehenswürdigkeiten
- Dorfkirche St. Anna
- Elster-Radweg asphaltiert bis zur A 9